# Мері Льюїс (сопрано)
Мері Сібіл Кідд Мейнард Льюїс (англ. Mary Sybil Kidd Maynard Lewis; 7 січня 1900 — 31 грудня 1941) — американська співачка з голосом сопрано й актриса, яка активно виступала у мюзиклах, операх, водевілях і кіно протягом першої половини XX століття. Після початку кар'єри співачки у танцювально-хоровому ансамблі у 1919 році підписала контракт з кінокомпанією Christie на роль у серії комедійних німих фільмів; особливо знана за «Сором'язливим двоєженцем» 1921 року. Пізніше вона з'явилася у «Vitaphone Varieties» — одному з найперших звукових фільмів Warner Bros. Її першою великою сценічною роллю була співачка у бродвейському музичному ревю «Безумства Зігфелда» 1921 року. У 1923 році переорієнтувала кар'єру на оперу, починаючи з оперного дебюту у Віденській державній опері. Після кількох років виступів у європейських оперних театрах вона повернулася до США та стала провідною співачкою (сопрано) у Метрополітен-опера у 1925 році, якій залишалася відданою до 1930 року.

## Ранні роки
Мері Кідд, дочка Чарльза Кідда та Гетті Льюїс народилася у Гот-Спрінгс, Арканзас або Далласі, Техас. У неї був брат Джо. Після смерті батька дітей у 1899 році мати не змогла піклуватися про них і віддала їх у сиротинець.
Дівчинка знайшла новий дім, коли чекала зустрічі біля церкви з другом після закінчення служби. Її названими батьками стали Вільям (також Френк Ф. Фітч) й Анна Фітчі. Він був методистським служителем і вчителем музики, який навчив її гри на фортепіано. Дорослою Льюїс сказала, що отримала «хорошу музичну освіту» в «суворому методистському домі». Батько шльопав її, коли, на його думку, вона недостатньо тренувалася. Вона танцювала без музики у своїй кімнаті, хоча «танці були суворо заборонені». Її також «добряче відшмагали» за те, що вона грала джазову музику на фортепіано. Названа мати часто ловила її на танцях і щоразу карала. «Вона думала, що я прямую прямісінько до диявола», — сказала пізніше Льюїс. «Вона дивилася на сцену з жахом».
У 1912 році Льюїс втекла з дому Фітчів і до 1915 року жила з Г. Ф. і Керрі Отенами, у яких були діти приблизно такого ж віку як і Льюїс. Протягом цього часу вона ходила до школи у Літл-Рок. Вона також займалася музикою. Уроки гри на органі допомогли їй стати органісткою у Другій баптистській церкві.

## Кар'єра
У 1919 році Льюїс приєдналася до гастрольної компанії, яка застрягла у Сан-Франциско, і вона почала співати в тамтешньому кабаре. Також працювала на півдні Каліфорнії у групі жінок, які сиділи колом і співали пісні, а нафтовики кидали в них гроші. Вона залишила цю роботу і повернулася до Сан-Франциско, де приєдналася до водевільної компанії Fanchon and Marco. Ел Крісті побачив її виступи та запропонував знятися у своїх кінокомедіях.
Льюїс приєдналася до хору «The Greenwich Village Follies 1920», і до моменту відкриття шоу її назвали його примадонною. У 1921 році вона стала провідною співачкою «Безумств Зігфельда». Її розклад в опівнічному шоу «Безумств» давав їй час на вивчення французької й італійської мов і музики під керівництвом Вільяма Торнера. Вона також брала участь у випусках «Безумств Зігфельда» 1922 та 1923 років.
Льюїс виступала у Європі з 1923 до 1925 рік. Вона навчалася у Жана Пер'є з Національного театру комічної опери у Парижі, і її великий оперний дебют відбувся, коли зіграла Маргариту у постановці «Фауста» у Віденській опері 19 жовтня 1923 року. Після цієї вистави виконала ролі Мімі у «Богемі» 26 жовтня 1923 року та Мікаели у «Кармен» 29 жовтня 1923 року. Її оперний дебют відбувся «трохи більше ніж за рік після того, як вона вперше почала вивчати велику оперу». Вона також виступала у «Веселій вдові» у Парижі, три місяці гастролювала Англією, співала у Монте-Карло. Один з її виступів у Лондоні в «Казках Гофмана» викликав такі тривалі аплодисменти, що дирекція театру вимкнула світло до тих пір, поки «оплески не вщухли, щоб було чути оркестр і відновилася опера». Льюїс зіграла роль Мері у «Г'ю-перегоннику» (1924) у прем'єрній виставі. Найяскравіші моменти з цієї опери були серед записів, які вона зробила для Gramophone Company.
5 листопада 1925 року Metropolitan Opera Company оголосила, що Льюїс співатиме партії у сезоні 1925—1926. Плани передбачали такий контракт на наступний сезон, але пропозиція Льюїс від Chicago Opera Company спонукала Метрополітен діяти швидше. 28 січня 1926 року виступила з дебютною роллю у Метрополітен Мімі у «Богемі». Тоді під час її виходу на поклін їй «кидали букети, фіалки з передніх сидінь навколо оркестрової ями».
Після дебюту у Метрополітен-опера Льюїс отримала «широкий концертний тур» і записувала арії та пісні для Victor Talking Machine Company. Серед пізніших ролей у Метрополітен Антонія, Джильда, Гільетта, Джульєтта, Лоретта, Маргеріт і Таїс. Вона залишила організацію у 1927 році, після одруження.

### Судовий процес через кіноконтракт
Заплановане друге підприємство Льюїс у кіно зіткнулося з перешкодою у 1931 році, коли Pathe Studios скасувала контракт з нею, звинувативши у порушенні морального пункту контракту. Через це Льюїс не знялась у фільмі Pathe й отримала 2500 доларів США з 25 000 доларів за контрактом.
Льюїс направила зустрічний позов проти Pathe про порушення контракту, вимагаючи решту 22 500 доларів. У відповіді студії сказано, що Льюїс «не поводилася належним чином й з'явилася у стані алкогольного сп'яніння та втягнулася в скандал». Також сказано, що скандал зменшив її популярність і «зменшив здатність до залучення». У відповіді не уточнюються подробиці звинувачень. У ньому сказано, що 2500 доларів, отримані Льюїс, були позикою, «щоб дозволити їй уникнути інтерв'ю журналістів щодо інцидентів».
Коментуючи костюми, Льюїс (яка гастролювала в опері Європою) описала себе як «хорошу дівчину» і сказала: «Нещодавно я отримала проміжне рішення про розірвання шлюбу, і я отримаю остаточне рішення у серпні. Але запитайте мого чоловіка, чи я аморальна. Він навіть не хоче розлучатися».
Контракт вперше привернув увагу у 1930 році, коли він був записаний на звукову плівку — вперше така документація була використана замість письмової угоди. Подальший конфлікт привернув увагу інших акторів, оскільки це був один із перших юридичних заходів щодо дотримання морального положення, яке нещодавно стало стандартною частиною контрактів більшості зірок.

### Інші участі
Льюїс співала у водевілях, зокрема у театрі Palace у Детройті у листопаді 1930 року. Серед її виступів «На прекрасному блакитному Дунаї» Штрауса та фрагменти з «Фауста».
Брала участь у радіопрограмах «The Atwater Kent Hour» на NBC і «Melody Moments» на Blue Network.
У 1933 році була солісткою Нью-Йоркського громадського оркестру на концерті у Бруклінському музеї. У 1934 році співала на концерті, спонсорованому Бруклінським інститутом мистецтв і наук при Академії музики, а також на концерті у Патерсоні, Нью-Джерсі.
У 1936 році Льюїс співала у радіопрограмі Бена Берні на радіо NBC і виступила у нічному клубі Нью-Йорка, виконавши дві популярні пісні та три оперні партії.
У 1937 році Льюїс знялася у радіопрограмі «Concert Hall of the Air», де Розаріо Бурдон керувала концертним оркестром. Вона записала 52 електричні транскрипції.

## Записи та книга
«Mary Lewis: The Golden Haired Soprano» — набір з двох компакт-дисків (Marston 52047) вийшов у 2009 році. Ворд Марстон займався продюсуванням. Містить «усі відомі акустичні й електронні записи Льюїс», включно з шістьма раніше не опублікованих творів.
Еліс Фітч Земан написала біографію «Mary Lewis, the Golden Haired Beauty With the Golden Voice» («Мері Льюїс, золотоволоса красуня із золотим голосом»), опубліковану Rose Publishing у Літл-Року, штат Арканзас.

## Особисте життя та смерть
У 1915 році вийшла заміж за Дж. Кін Льюїса, її коханого зі шкільних років. Вони розлучилися у 1920 році, і він попросив її не згадувати про нього ні в якому разі. Вона вийшла заміж за Майкла Бонена, бас-баритона Метрополітен-опери, 14 квітня 1927 року у Нью-Йорку. Цей шлюб закінчився розлученням 16 серпня 1930 року у Лос-Анджелесі. Пізніше вона вийшла заміж за керівника нафтової компанії Роберта Л. Гейга, який помер у 1939 році.
Льюїс померла 31 грудня 1941 року у санаторії Ле Руа у Нью-Йорку у віці 41 року.

## Виноски
1. ↑  «У записах про хрещення Льюїс у католицькій церкві святої Марії у Гот-Спрінгс, штат Арканзас, вказано 29 січня 1897 року як дату її народження».